# IJsland op de Europese kampioenschappen atletiek 2010
IJsland werd vertegenwoordigd door zes atleten op de Europese kampioenschappen atletiek 2010.

## Deelnemers
| Onderdeel    | Mannen                    | Vrouwen                           |
| ------------ | ------------------------- | --------------------------------- |
| 400 m horden | Björgvin Vikingsson       | Kristín Birna Ólafsdóttir-Johnson |
| Verspringen  | Thorsteinn Ingvarsson     |                                   |
| Kogelstoten  | Ódinn Björn Thorsteinsson |                                   |
| Speerwerpen  |                           | Ásdís Hjálmsdóttir                |
| Zevenkamp    |                           | Helga Margrét Thorsteinsdóttir    |

## Resultaten

### Dinsdag

#### 400m horden vrouwen
Kristin Birna Olafsdottir-Johnson: ronde 1: zevende in 58:34 (NQ)

#### Speerwerpen vrouwen
- Ásdís Hjálmsdóttir
  - Kwalificatie: 56,55m (q)
  - Finale: 10de met 54,32m

### Woensdag

#### 400m horden mannen
- Björgvin Vikingsson
  - Reeksen: 54,46 (NQ)

### Vrijdag

#### Zevenkamp
- Helga Margrét Thorsteinsdóttir
  - 100m horden: 14,95 (848ptn)
  - Hoogspringen: 1,65m (795ptn)
  - Kogelstoten: 12,74m (710ptn)
  - 200m: niet gestart

#### Kogelstoten mannen
- Ódinn Björn Thorsteinsson
  - Kwalificatie: geen geldige worp

#### Verspringen mannen
- Thorsteinn Ingvarsson
  - Kwalificatie: 26ste met 7,59m (NQ)

Albanië · Andorra · Armenië · Azerbeidzjan · België · Bosnië en Herzegovina · Bulgarije · Cyprus · Denemarken · Duitsland · Estland · Finland · Frankrijk · Georgië · Gibraltar · Griekenland · Groot-Brittannië · Hongarije · Ierland · IJsland · Israël · Italië · Kroatië · Letland · Liechtenstein · Litouwen · Luxemburg · Macedonië · Malta · Moldavië · Monaco · Montenegro · Nederland · Noorwegen · Oekraïne · Oostenrijk · Polen · Portugal · Roemenië · Rusland · San Marino · Servië · Slovenië · Slowakije · Spanje · Tsjechië · Turkije · Wit-Rusland · Zweden · Zwitserland